# Hapalopilus placodes
Hapalopilus placodes är en svampart som först beskrevs av Károly Kalchbrenner, och fick sitt nu gällande namn av N. Walters & E.W.B. Costa 1956. Hapalopilus placodes ingår i släktet Hapalopilus och familjen Polyporaceae.   Inga underarter finns listade i Catalogue of Life.